# Weib in der Wüste
Weib in der Wüste (Originaltitel: The Desired Woman) ist ein US-amerikanisches Stummfilmdrama aus dem Jahr 1927 von Michael Curtiz mit Irene Rich in der Hauptrolle. Das Drehbuch basiert auf einer Originalstory von Darryl F. Zanuck, die er unter dem Pseudonym Mark Canfield verfasste.

## Handlung
Die schöne und kultivierte Lady Diana Whitney heiratet Captain Maxwell von der britischen Armee. Als er in die Sahara in Afrika versetzt wird, wird das Leben auf seinem abgelegenen Posten für Diana zu einer Prüfung. Der junge Lieutenant Trent sorgt für eine angenehme Erinnerung an vergangene Tage. Maxwell wird jedoch wahnsinnig eifersüchtig auf ihre unschuldige Kameradschaft und schickt Trent in ein entferntes Dorf. Der Captain reagiert ähnlich auf Lieutenant Kellogg, dessen Aufmerksamkeiten Diana gegenüber ihn auf eine brutale Wüstenpatrouille bringen. 
Trent findet Kellogg an einem Sonnenstich leidend vor und bringt ihn zurück zum Posten. Kellogg überredet Diana, mit ihm durchzubrennen, aber sie bereut ihre Tat und kehrt zu ihrem Ehemann zurück. Trent erschießt Kellogg, um die Ehre der Frau zu wahren, und wird zu einer Gefängnisstrafe verurteilt. Diana kehrt nach London zurück, lässt sich von Maxwell scheiden und heiratet Sir Vincent, einen ehemaligen Bewerber, der eine Begnadigung für Trent erreicht.

## Hintergrund
Gedreht wurde der Film im Juni und Juli 1927.
Die bevorstehende Produktion wurde am 4. Juni 1927 mit dem Arbeitstitel The Outpost angekündigt. Einige Tage später, am 11. Juni 1927, hieß es, das Unternehmen befinde sich zu dreiwöchigen Dreharbeiten in der Wüste von Arizona. Am 6. August 1927 wurde berichtet, der Film sei ein Abschied für Rich, die für ihre Rollen als „misshandelte Ehefrauen“ bekannt war. Am gleichen Tag wurde das Ende der Produktion und der offizielle Titel The Desired Woman gemeldet.
Am 22. Juli 1928 hieß es, dass dem Film nach der Uraufführung eine Vitaphone-Musik hinzugefügt werde.
Henry Blanke arbeitete als Regieassistent.
Da keine Kopien der sieben Filmrollen existieren, gilt der Film als verschollen.

## Veröffentlichung
Die Premiere des Films fand am 27. August 1927 statt. 1928 kam er im Deutschen Reich und in Österreich in die Kinos.

## Kritiken
Mordaunt Hall von der The New York Times befand, um den Film davor zu bewahren, zeitweise phlegmatisch und irritierend zu sein, seien mehr als nur ein paar geschickt inszenierte Szenen nötig. Seltsamerweise wäre es vielleicht eine gute Idee gewesen, dafür zu sorgen, dass die Geschichte wasserdicht war, bevor sie dem Regisseur übergeben wurde oder zumindest bevor er mit den Dreharbeiten begann. Wenn wir einigen Inhalten Glauben schenken wollen, dann müsse man akzeptieren, dass Bräute ihre Männer, die Soldaten sind, in Festungen im Sudan begleiten und dort jahrelang bleiben, ohne nach Hause zurückzukehren. Dann müsse man sich die eigenartige Vorstellung aneignen, dass teilweise verrückte Offiziere allein auf Patrouille in die Wüste geschickt werden und ein Hauptmann ein halbes Dutzend Lieutenants aufstellt und sie seine Braut grüßen lässt.